# More than You Know (album)
More than You Know è il primo album in studio del duo musicale Svedese Axwell Ʌ Ingrosso, pubblicato il 28 luglio 2017 dalla Virgin EMI.

## Descrizione
Il disco è una raccolta di tutti i singoli editi dal duo a partire dalla sua formazione, avvenuta nel 2014 con l'EP di debutto X4, all'EP omonimo del 2017.

## Tracce
1. More than You Know – 3:23 (Axel Hedfors, Sebastian Ingrosso, Vincent Pontare, Salem Al Fakir, Richard Zankester)
2. How Do You Feel Right Now – 2:59 (Axel Hedfors, Sebastian Ingrosso, Sanjin Kjucanin, Isaac Hayes)
3. This Time – 3:37 (Axel Hedfors, Sebastian Ingrosso, Vincent Pontare, Salem Al Fakir, Terrence Thornton)
4. Something New – 4:07 (Axel Hedfors, Sebastian Ingrosso, Vincent Pontare, Salem Al Fakir)
5. Renegade – 3:11 (Axel Hedfors, Sebastian Ingrosso, Vincent Pontare, Salem Al Fakir, Magnus Lidehäll)
6. Dream Bigger (Radio Edit) – 3:16 (Axel Hedfors, Sebastian Ingrosso)
7. Sun Is Shining – 4:14 (Axel Hedfors, Sebastian Ingrosso, Vincent Pontare, Salem Al Fakir)
8. On My Way – 4:24 (Axel Hedfors, Sebastian Ingrosso, Vincent Pontare, Salem Al Fakir)
9. I Love You – 3:10 (Axel Hedfors, Sebastian Ingrosso, Madison Love, Gerald Folkestad Taylor, Brian Todd Collins, Jonathan Carter Cunningham)
10. Thinking About You – 3:24 (Axel Hedfors, Sebastian Ingrosso, Richard Archer, Sebastian Furrer, Jacob Tillberg)
11. Can't Hold Us Down – 6:18 (Axel Hedfors, Sebastian Ingrosso, Klas Åhlund)
12. Dawn – 5:32 (Axel Hedfors, Sebastian Ingrosso)
13. Axwell – Barricade (Bonus Track) – 4:56 (Axel Hedfors, Sebastian Ingrosso, Julimar Santos, Vincent Pontare, Salem Al Fakir, Linnea Södahl, Amanda Fondell, Ash Pournourì)
14. Sebastian Ingrosso – Dark River (Bonus Track) – 3:12 (Axel Hedfors, Sebastian Ingrosso, Erich Lennig, Magnus Lidehäll)

Traccia bonus nella riedizione del dicembre 2017
1. Dreamer – 4:11 (Axel Hedfors, Sebastian Ingrosso, Elof Loelv, Salem Al Fakir, Vincent Pontare)

## Classifiche

### Classifiche settimanali
| Classifica (2018) | Posizione massima |
| ----------------- | ----------------- |
| Belgio (Fiandre)  | 111               |
| Danimarca         | 36                |
| Estonia           | 27                |
| Finlandia         | 19                |
| Norvegia          | 16                |
| Paesi Bassi       | 90                |
| Svezia            | 12                |

### Classifiche di fine anno
| Classifica (2018) | Posizione |
| ----------------- | --------- |
| Estonia           | 47        |
| Svezia            | 21        |
| Classifica (2019) | Posizione |
| Svezia            | 87        |